# پیتر مورفی
پیتر مورفی (انگلیسی: Peter John Joseph Murphy؛ زادهٔ ۱۱ ژوئیهٔ ۱۹۵۷) خواننده و موسیقی‌دان اهل بریتانیا است. او از سال ۱۹۷۸ میلادی تاکنون مشغول فعالیت بوده و بیشتر به‌عنوان خواننده گروه گوتیک راک باوهاوس شهرت دارد. دیوید مورفی به‌خاطر شمایل خاص خود با اندام لاغر، گونه‌های برجسته، صدای باریتون و شاعرانگی تیره و افسرده‌حالش «پدرخواندهٔ گوت» لقب گرفته است.